# Soca i Arrel
Soca i Arrel fou una revista local editada a Marçà entre el gener de 1983 i juliol de 1991. Publicà 41 números amb periodicitat irregular.

## Fundació i primera impressió
La revifada de l'ús públic del català després de la dictadura franquista va impulsar un grup de joves marçanencs, a finals de 1982, a crear una revista local amb el nom de Soca i Arrel, un nom que evocava la relació amb la terra i les seves arrels. Amb el suport de la Conselleria de Cultura de l'Ajuntament de Marçà, que els va deixar un local per a fer-hi les reunions de la redacció, al gener de 1983 editaren el primer número. S'imprimí gràcies a l'ajuda del Centre d'Estudis Falsetans, que els oferí el seu ciclostil, màquina coneguda com a vietnamita perquè se n'havien fet servir d'aquest tipus durant la guerra del Vietnam per a imprimir fulls de propaganda. La impressió del número zero la van fer al palau dels Comtes d'Azahara de Falset, llavors seu del Centre d'Estudis Falsetans, durant les vacances de Nadal de 1982.

## Periodicitat i preu
La periodicitat de la revista fou irregular: del número 0 (gener de 1983) al número 35 (novembre de 1988) la publicació fou bimensual. El número 36 sortí el juliol de 1989. El 37 està datat l'estiu de 1989; el 38 l'hivern de 1989; el 39 el maig de 1991; i el darrer, el 40, el juliol de 1991. Pel que fa al preu, al número 0 no hi consta cap preu de venda al públic, però el número 1 es venia per 50 pessetes. El número 6, especial del primer aniversari, es va vendre a 75 pessetes, però del 7 a l'11 el preu va tornar a ser de 50 pessetes. El número 12, especial del segon aniversari, va tenir un preu de 100 pessetes, i a partir del 13 i fins al 17 el preu va ser de 75 pts. El número 18, especial del tercer aniversari, va tenir un preu de 100 pts, i del 19 al 23 el preu va ser de 80 pts. El número 24, especial del quart aniversari, va valdre 100 pts. i el preu es va mantenir fins al número 36, tot i que a la portada del 32 no hi ha expressió de valor. El 37 va ser gratuït, el 38 va tornar a costar 100 pts i el 30 i 40 també foren gratuïts.

## Relació amb altres revistes locals i comarcals
Tingué intercanvis d'exemplars amb la revista El Sitjar de Cabassers. Juntament amb les revistes Tartacó de la Serra d'Almos i Canya i Gram del Masroig edità una capçalera mancomunada, que pretenia ser una publicació comarcal del Priorat: Prioritats. Se'n publicaren només dos números: el 0 (abril-juny de 1991) i l'1 (juliol-setembre de 1991).

## Edició facsímil
El 22 d'abril de 2023, durant la presentació de l'Associació Cultural Rocalcorb de Marçà, es distribuí una reproducció facsímil del número 0 de la revista Soca i Arrrel, que es va haver de tornar a maquetar completament perquè els originals, impresos amb ciclostil, estaven molt deteriorats pel pas del temps i la poca qualitat de la impressió. El 16 d'agost de 2023, durant els actes de festa major de Marçà, la mateixa associació Rocalcorb va presentar l'edició facsímil de la col·lecció completa de la revista, en dos volums i 891 pàgines en total, editats per Lo Diable Gros.